# Marie Markéta z Valdštejna
Marie Markéta z Valdštejna, také z Waldsteinu, rozená Černínová (Czerninová) z Chudenic (1. prosince 1687 Vídeň – 4. července 1728 Komorní Hrádek) byla česká šlechtična, dcera Heřmana Jakuba Černína z Chudenic a manželka Františka Josefa Oktaviána z Valdštejna (1680–1722).

## Život

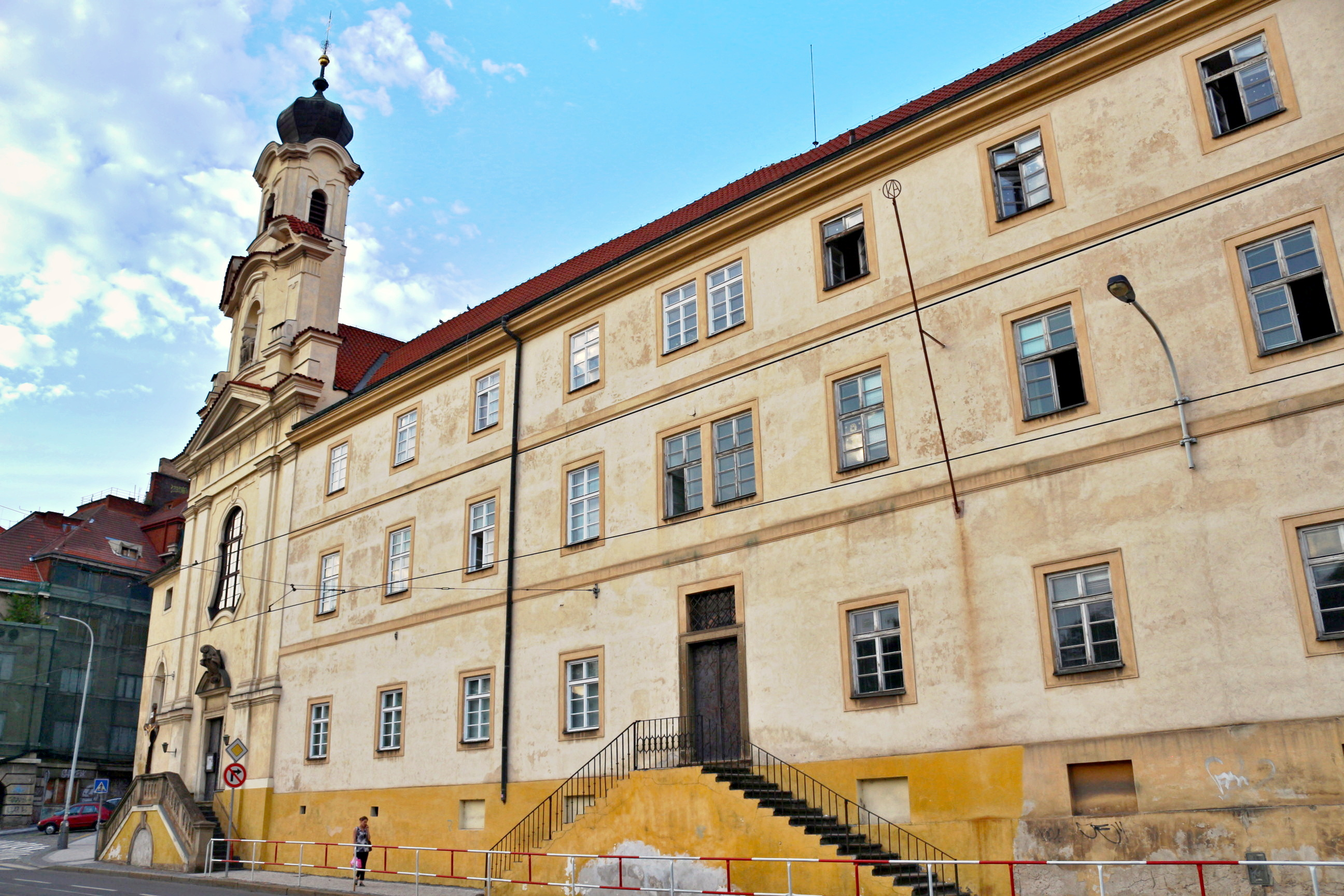
Marie Markéta z Valdštejna byla štědrou fundátorkou kostela Panny Marie Sedmibolestné u alžbětinek a nemocnice svaté Alžběty na Novém Městě pražském

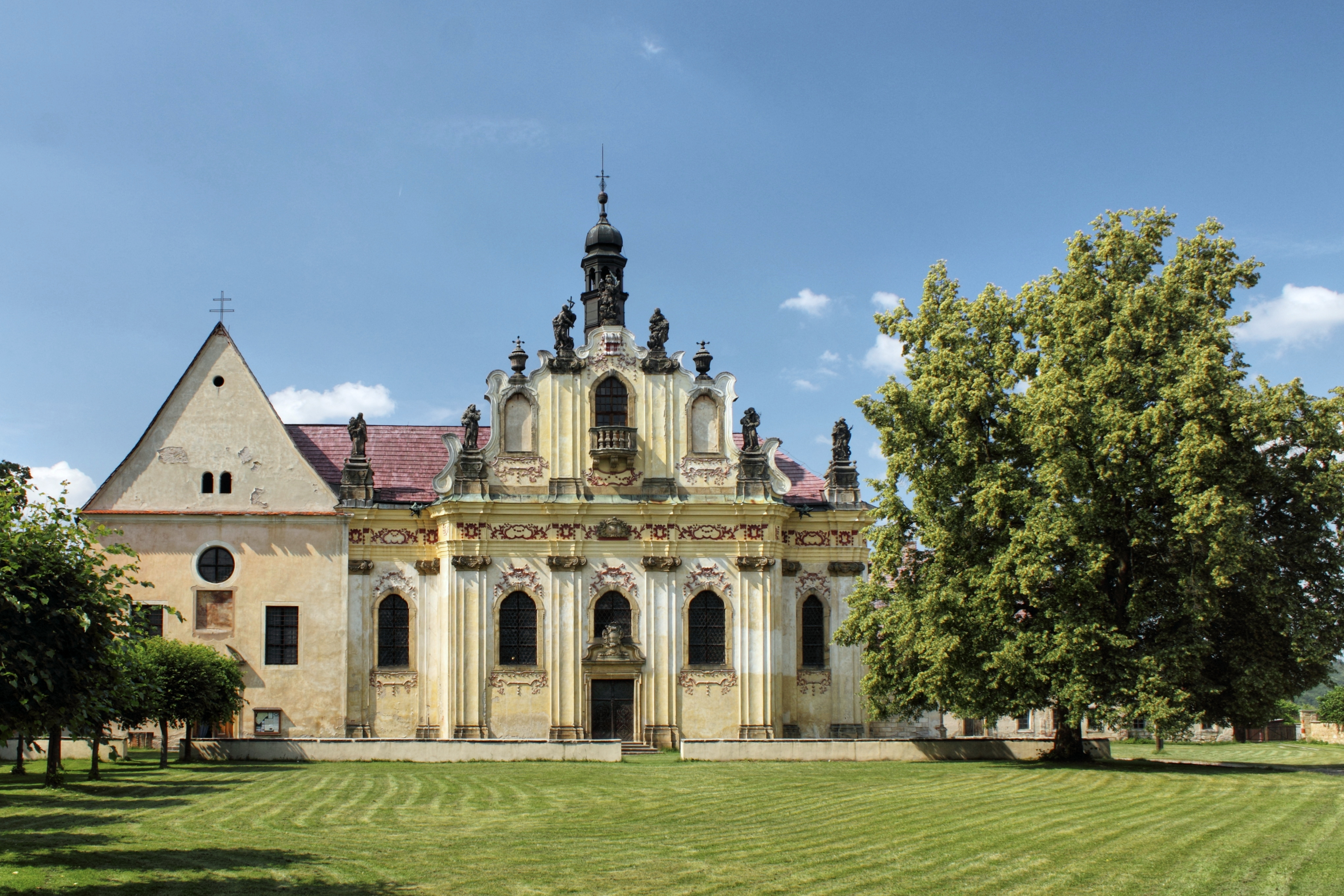
Kaple svaté Anny, pohřebiště Valdštejnů v areálu někdejšího kláštera

V roce 1704 se provdala za hraběte z Valdštejna. Po neočekávané smrti otce působila s manželem jako poručník svého mladšího bratra Františka Josefa. Stala se známou zejména později, kdy se jí díky štědré podpoře kapucínů dostalo přízviska „máti kapucínů“, například ve valdštejnském rezidenčním městě Mnichově Hradišti nechala zbudovat kapli svaté Anny, investovala do přestaveb Lorety u hradčanských kapucínů. Vedla spory se svým švagrem Janem Josefem z Valdštejna o poručnictví nad svými syny. Majetek, na jehož správě se podílela, v odhadní ceně 2,43 milionů zlatých, byl odevzdán synům zatížen dluhem 1,1 milionu zlatých. Marie Markéta patrně nenese hlavní díl viny na astronomickém dluhu, ale podílela se na něm vlivem příliš štědrých církevních donací. 
Zemřela 4. července na zámku Komorní Hrádek v péči alžbětinek. Její tělo bylo převezeno do Prahy a pohřbeno v kryptě kláštera kapucínů na Hradčanech.

## Rodina
Dne 17. července 1704 se v pražském Černínském paláci provdala za Františka Josefa z Valdštejna (1680–1720). Měli spolu několik dětí, pouze dva synové František Arnošt a František Josef Jiří se dožili dospělosti:
- Jan František Arnošt Heřman (19. července 1705 Praha – 14. září 1748 Mnichovo Hradiště), založil starší valdštejnskou linii mnichovohradištskou
  - ⚭ (1727)  Marie Alžběta z Fürstenberg-Stühlingenu (28. února 1703 – 22. ledna 1767 Praha)
- Maria Josefa Anežka (1708–1709)
- František Josef Jiří (24. dubna 1709 Praha – 2. února 1771 Mnichovo Hradiště), založil duchcovsko-litomyšlskou linii rodu Valdštejnů, která vymřela roku 1901 po meči
  - ⚭ (1729) Marie Josefa Terezie z Trauttmansdorffu (1704–1757)
- Marie Markéta (1710–1717)
- František Václav (1711–1712)
- Marie Antonie (1713–1718)